# Василево
 Тази статия е за селото в България.  За селото в Северна Македония вижте Василево (община Василево).  
Васѝлево е село в Североизточна България, община Генерал Тошево, област Добрич.

## География
Село Василево се намира в Южна Добруджа, на около 28 km изток-североизточно от областния център град Добрич, 15 km югоизточно от общинския център град Генерал Тошево и 22 km северно от град Балчик. Разположено е в Източната Дунавска равнина, в източната част на Добруджанското плато. Надморската височина в центъра на селото е около 165 m. Климатът е умерено континентален.
През селото минава в направление северозапад – югоизток третокласният републикански път III-296 (Генерал Тошево – Каварна), а на запад общински път, минаващ през село Балканци, води до връзка в село Дропла с третокласния републикански път III-9002 (от връзка при село Царичино с първокласния републикански път I-9 до град Генерал Тошево).
Землището на село Василево граничи със землищата на: село Калина на север; село Средина на изток; село Конаре на югоизток; село Балканци на юг; село Преселенци на запад; село Горица на северозапад.
Числеността на населението на село Василево по данните от преброяванията от 1934 г. насам се променя както следва:
| \| Година на преброяване \| Численост \| \| --------------------- \| --------- \| \| 1934 \| 582 \| \| 1946 \| 609 \| \| 1956 \| 722 \| \| 1965 \| 845 \| \| 1975 \| 650 \| \| 1985 \| 502 \| \| 1992 \| 469 \| \| 2001 \| 421 \| \| 2011 \| 347 \| \| 2021 \| 315 \| |           |
| Година на преброяване | Численост |
| 1934 | 582       |
| 1946 | 609       |
| 1956 | 722       |
| 1965 | 845       |
| 1975 | 650       |
| 1985 | 502       |
| 1992 | 469       |
| 2001 | 421       |
| 2011 | 347       |
| 2021 | 315       |

Етническият състав на населението по численост и дял на етническите групи според преброяването през 2011 г. е:
| Етнически групи     | Численост | Дял (в %) |
| Общо                | 347       | 100       |
| Българи             | 112       | 32,28     |
| Турци               | 21        | 6,05      |
| Цигани              | 165       | 47,55     |
| Други               | 6         | 1,73      |
| Не се самоопределят | 3         | 0,86      |
| Не отговорили       | 40        | 11,53     |

## История
След Руско – турската война (1877 – 1878) и Освобождението селото е в България от 1878 г. до 1913 г. и от 1940 г. В Списъка на населените места по преброяването на 1 януари 1881 г. то фигурира като Курдоман в община Джаферли Юч-орман (Тригорци), околия Балчик, окръг Варна. През 1906 г. селото – тогава Курт думан, е преименувано на Василево. След края на Междусъюзническата (Втората балканска) война по силата на Букурещкия договор от 1913 г. (чиито условия България отказва да приеме за окончателни) селото остава в румънска територия. Върнато е на България по Крайовската спогодба от 1940 г. През 1930 г. в село Василево е изграден комитет към Добруджанската революционна организация с 45 члена.
Край селото има следи от съществували стари селища. В миналото в околностите е имало вековни гори, обширни пасища и условия за развитието на продуктивно животновъдство и земеделие.
В изследванията за Североизточна България Василево се причислява към селата, новозаселени с българи след 1877 – 1878 г. До тези години в селото са живели единствено черкези. Първите българи, заселили се в село Курдуман са от районите на Котел, Сопот, Стара Загора, Голям Дервент, Македонско. Тези данни се потвърждават и от преброяването на населението през 1905 г.
Училище в село Курдуман (Василево) е създадено през 1888 г. с предмет на дейност учебно-възпитателна работа. То през периода 1910 – 1942 г. е начално (I - IV отделение), а от 1942 г. – седмокласно, впоследствие и с осми клас. Като Народно основно училище „Йордан Йовков“ е закрито през 2008 г.
Читалище в село Василево е създадено през 1907 г. От 1941 г. читалището носи името „Нова надежда“, а от 1950 г. – „Александър Гичев“.
Кредитна кооперация „Освобождение“ в село Василево е създадена през 1940 г. с предмет на дейност кредитиране на членовете, търговия и изкупуване на селскостопанска продукция. Преименувана е на Всестранна кооперация през 1948 г., на Селкооп през 1952 г., на Потребителна кооперация през 1954 г. и прекратява дейността си през 1968 г., като се влива в Трудово кооперативно земеделско стопанство (ТКЗС) – село Василево.
Трудово кооперативно земеделско стопанство (ТКЗС) е създадено в село Василево през 1944 г. То прекратява дейността си през 1958 г. поради вливане от 1959 г. в Обединено ТКЗС „Александър Гичев“ с център село Василево, включващо стопанствата от селата Балканци, Василево, Великово, Калина, Конаре и Средина. През периода 1973 – 1989 г. стопанството влива дейността си в Аграрно-промишлен комплекс „Ленин“ – Генерал Тошево. От 1989 г. то е самостоятелно ТКЗС „Александър Гичев“, което през 1992 г. е обявено в ликвидация. През 1995 г. по разпоредби в Закона за собствеността и ползването на земеделските земи (ЗСПЗЗ) дейността на ликвидационния му съвет е прекратена и стопанството е заличено в регистъра на окръжния съд.

## Обществени институции
Село Василево към 2025 г. е център на кметство Василево.
В село Василево към 2024 г. има:
- действащо читалище „Александър Гичев -1907“ със състав за автентичвн фолклор, клуб на пенсионера в читалището, младежки клуб;[19][20]
- православна църква „Свети Еразъм Охридски“;[21]
- Целодневна детска градина;[22]
- пощенска станция.[23]

## Природни и културни забележителности
- Селото попада в защитената зона по директивата за местообитанията[24] „Крайморска Добруджа.[25]

- Паметник на опълченеца Васил Контаров - Комитата, на чието име е наречено през 1906 г. селото, се намира в центъра на Василево, пред читалище „Александър Гичев“ и построената през 2010-те години църква „Свети Еразъм Охридски“. Паметникът е открит на 2 юни 2007 г.[26]

- Съборът на селото е на първи юни.

## Личности
- Васил Контаров – Комитата (1851 – 1916 г.). Роден е в Котел през 1851 г. Когато е на 21 години, в дома на фамилията му Васил Левски учредява Котленския революционен комитет. Година по-късно Контаров забягва в Румъния и се присъединява към българските емигранти, след това отива в Сърбия и участва в Сръбско-турската война в състава на Трета рота на Руско-българския батальон. По време на Руско-турската война през 1877 – 1878 г. е в състава на Четвърта дружина на Българското опълчение и взема участие в Шипченската епопея, преминаването на Балкана и превземането на Шейново, боевете при село Тича и други военни операции. За проявен героизъм е награден с „Кръст за храброст“ и други бойни отличия. След Освобождението на България, вече с прякора Комитата, той се заселва в добруджанското село Курдуман (Василево). Опълченецът започва да се занимава с просветителска дейност – става член на читалищното и училищното настоятелство в селото. През 1900 г. подкрепя селското въстание в Шабленско срещу натуралния десятък, въпреки че с това си навлича гнева на властта. За хората от района той става пример за родолюбие, честност и скромност до такава степен, че през 1906 г. селяните решават да преименуват Курдуман на Василево. По време на румънската окупация след 1913 г. и особено през лятото на 1916 г. напрежението между България и Румъния нараства и при остър конфликт с представители на румънската власт Васил Контаров е застрелян от румънски войници. Първоначално той е погребан в гробището на село Калина, след това костите му са преместени във Василево, а през 1978 г. – в Алеята на опълченците във Военното гробище в Добрич.[27]